# Hyphessobrycon cachimbensis
Hyphessobrycon cachimbensis är en fiskart som beskrevs av Travassos, 1964. Hyphessobrycon cachimbensis ingår i släktet Hyphessobrycon och familjen Characidae. Inga underarter finns listade i Catalogue of Life.